# (24978) 1998 HJ151
(24978) 1998 HJ151 est un objet transneptunien faisant partie des cubewanos.

## Caractéristiques
(24978) 1998 HJ151 mesure environ 116 km de diamètre.

## Orbite
L'orbite de 1998 HJ151 possède un demi-grand axe de 43,201 ua et une période orbitale d'environ 284 ans. Son périhélie l'amène à 41,183 ua du Soleil et son aphélie l'en éloigne de 45,218 ua.

## Découverte
(24978) HJ151 a été découvert le 28 avril 1998.